# Fish Fillets NG
Fish Fillets NG ist ein Computer-Denkspiel. Das Ziel jedes Levels ist es, für zwei Fische einen sicheren Weg nach draußen zu finden. Es ist vergleichbar mit den ähnlichen Puzzles Sokoban und Klotski. In Fish Fillets wurde das Spiel durch einige zusätzliche Elemente und Regeln erschwert. Das Spiel enthält Hintergrundmusik und, bei vielen Leveln, einige animierte Effekte, beides hat jedoch keine Auswirkungen auf das Gameplay.
Das Spiel war anfangs kommerziell und wurde ursprünglich von Altar Games entwickelt und 1998 freigegeben. 2002 wurde es relizenziert und unter der GPL freigegeben. 2004 entwickelten Fans eine neue Version („Next Generation“), basierend auf der veröffentlichten freien Version und portierten sie auf viele andere Betriebssysteme und Sprachen.

## Spiel
Bestandteil des Spiels sind zwei Fische, die jeweils beide vom Spieler gesteuert werden, welche verschiedene Objekte und Hindernisse verschieben, bis beide das Level erfolgreich verlassen können. Anders als viele andere Puzzlespiele spielt in diesem Spiel die Schwerkraft eine Rolle und Objekte, die nicht gestützt werden, fallen so lange, bis diese auf einem anderen Objekt landen. Fällt ein Objekt auf einen der Fische, stirbt dieser und das Level muss neugestartet werden, oder es kann nicht abgeschlossen werden. Einer der Fische ist größer und hat die Fähigkeit, bestimmte Objekte (solche aus Stahl) zu verschieben, welches eine weitere Schwierigkeit zu den Puzzlen hinzufügt. Eine weitere wichtige Regel ist, dass kein Objekt über den Rücken eines Fisches geschoben werden darf, dies ist gleichbedeutend mit einem Objekt, das auf dem Fisch landet. Ein Fisch, der ein Objekt hält, darf jedoch unter diesem Objekt vor- und zurückschwimmen und ein Objekt darf genau eine Einheit vom Rücken des Fisches geschoben werden, sofern es dadurch wieder gestützt wird.